# Жилой дом полицейских чинов
Жилой дом полицейских чинов (также Дом городовых) — историческое здание в Пушкине. Построен в 1899—1901 году. Объект культурного наследия регионального значения. Расположена на Пушкинской улице, дом 32/24, на углу с Оранжерейной улицей.

## История
Северную сторону Соборной площади изначально занимал Материальный двор, где размещались склады, мастерские и проживали их служащие. Участок для строительства дома для проживания городовых дворцовой полиции с их семьями был выбран в правой части упразднённого Материального двора. Необходимость в строительстве возникла с учётом того, что двор пребывал в Царском Селе не менее 6 месяцев ежегодно, поэтому для дворцовой полиции постоянно приходилось нанимать квартиры в разных домах. По поручению управляющего Царскосельским дворцовым правлением строительство вёл архитектор А. Р. Бах. Строительство оплачивало министерство императорского двора. Дом было торжественно заложен 20 июля 1899 года, к лету 1901 года работы были окончены. С 1920-х годов дом был передан под общежитие студентов Сельскохозяйственного института. В июле 1924 года в здании был студенческий литературный кружок, где неоднократно бывал Сергей Есенин. Он оставался общежитием до 1997 года, когда началась многолетняя реконструкция, здание по-прежнему принадлежит Санкт-Петербургскому государственному аграрному университету.

## Архитектура
Крупное четырёхэтажное здание оформлено в стиле эклектики. Всего в доме размещалось 70 квартир, он был снабжён электричеством, центральным отоплением, лифтом, механической вентиляцией. В подвале была прачечная. В здании были мозаичные полы, плиты тераццо для них поставляла фирма «Братья Ботта».